# 뤼시앵 갈루아

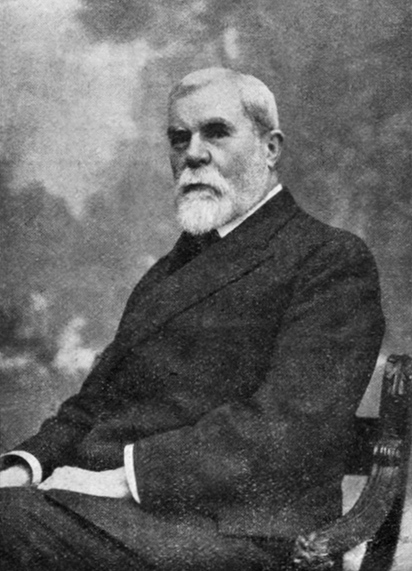

뤼시앵 갈루아(Lucien Louis Joseph Gallois, 1857년 2월 21일 ~ 1941년 3월 21일)는 메스에서 태어난 프랑스의 지질학자이다.
프랑스 파리 고등사범학교의 학생이었으며 이곳에서 Paul Vidal de la Blache로부터 수업을 들었다. 1893년 신 파리 대학교의 강사가 되었다. 1898년부터 1907년까지 École Normale Supérieure의 지리학 교수를 역임했으며 이후 1927년 은퇴하기 전까지 소르본 대학의 교수로 있었다.
갈루아는 지도학과 지리학의 역사 분야에 관심을 보였다.